# The Naked Monster
Pour plus de détails, voir Fiche technique et Distribution.
The Naked Monster est une comédie d'horreur et de science-fiction américaine réalisée par Ted Newsom et Wayne Berwick et sortie en 2005.

## Fiche technique
- Titre original : The Naked Monster
- Réalisation : Ted Newsom et Wayne Berwick
- Scénario : Ted Newsom
- Photographie : Lazslo Wong Howe et Mark Wolf
- Montage : Steve Bradley, Ted Newsom et Jeffrey W. Scaduto
- Décors :
- Costumes :
- Musique : Albert Glasser et Ronald Stein
- Production : Ted Newsom
  - Producteur associé : Michael A. Baron, Katharyn Powers, Kent Rasmussen et Michael Shaw
- Sociétés de production : Heidelberg Films
- Société de distribution : Anthem Pictures, Imageworks Entertainment International
- Pays de production :  États-Unis
- Langue originale : anglais
- Format : couleur — 2,35:1
- Genre : Comédie, horreur et science-fiction
- Durée : 86 minutes
- Dates de sortie :
  - États-Unis : 22 avril 2005

## Distribution
- Kenneth Tobey : Colonel Patrick Hendry
- Brinke Stevens : Dr Nikki Carlton
- R. G. Wilson : Shérif Lance Boiler
- John Goodwin : Agent Jeff T. Stewart
- Cathy Cahn : Connie Lingus
- Forrest J. Ackerman
- John Agar : Dr Clete Ferguson
- Michelle Bauer : la deuxième maman
- Bob Burns III : Amiral Burns et le gorille
- Jeanne Carmen : Mlle Lipschitz
- Robert Clarke : Major Allison
- Robert O. Cornthwaite : Dr Carrington
- George Fenneman : le narrateur
- John Harmon : M. Lipschitz
- Paul Marco : Kelton le policier
- Lori Nelson : Dr Helen Dobson
- Linnea Quigley : la fille sourde
- Daniel Roebuck : Capitaine Company
- Ann Robinson : Dr Sylvia Van Buren
- Gloria Talbott : la mère de Nikki
- Les Tremayne : Général Mann
- Peter Atkins : le capitaine du Titanic
- Al Jean : le buveur de bière
- Mike Reiss